# Tragwein
Tragwein ist eine Marktgemeinde in Oberösterreich im Bezirk Freistadt im Mühlviertel mit 3146 Einwohnern (Stand 1. Jänner 2024).

## Geografie
Der Ort Tragwein liegt auf 491 Meter Seehöhe inmitten der stark gegliederten Hügellandschaft zwischen den Flüssen Aist und Naarn, auf einer Kuppe zwischen den Nord-Süd verlaufenden Tälern des Lungitz- und Kettenbaches. Die höchsten Erhebungen sind der Katzenberg (592 m) im Norden und der Hennberg (~580m) im Südosten.
Die Ausdehnung des Gemeindegebiets beträgt von Nord nach Süd 11,2 und von West nach Ost 5,7 Kilometer. Die Gesamtfläche umfasst 39,48 Quadratkilometer, wovon 35 Prozent auf Wald und 57 Prozent auf landwirtschaftlich genutzte Flächen entfallen.

### Gemeindegliederung
Das Gemeindegebiet umfasst folgende 14 Ortschaften (in Klammern Einwohnerzahl Stand 1. Jänner 2024):
- Fraundorf (209)
- Haarland (162)
- Hinterberg (59)
- Hohensteg (69)
- Josefstal (18)
- Knollnhof (89)
- Lugendorf (158) samt Wögerer
- Mistlberg (334) samt Hippenreith und In der Noth
- Reichenstein (71)
- Schedlberg (130)
- Schmierreith (97)
- Stranzberg (122)
- Tragwein (1573) samt Reitgraben
- Zudersdorf (55)

Die Gemeinde besteht aus den Katastralgemeinden Hinterberg, Mistlberg und Tragwein.
Die Gemeinde liegt im Gerichtsbezirk Perg.

### Nachbargemeinden
|                                  | Gutau                                       |                                        |
| Pregarten                        | Kompassrose, die auf Nachbargemeinden zeigt | Bad Zell                               |
| Ried in der Riedmark (Bez. Perg) | Schwertberg (Bez. Perg)                     | Allerheiligen im Mühlkreis (Bez. Perg) |

## Geschichte
Etliche Funde, darunter steinerne Werkzeuge und Pfeilspitzen, belegen die Besiedelung des heutigen Tragweiner Ortsgebietes während der Steinzeit. An Tragwein führte der alte „Saumpfad“ vorbei, ein Handelsweg, der von der Donau nach Norden verlief.
Ab ca. 500 v. Chr. wird eine keltische Besiedelung vermutet. Auf die Anwesenheit slawischer Siedler im Rahmen der Völkerwanderung deuten wiederum slawische Bezeichnungen, wie am Beispiel von Stranzberg ersichtlich wird, das sich vom slawischen strans (Grenze, Rodungsgrenze) ableiten lässt. Später ließen sich im Tragweiner Gebiet, wie auch im gesamten Mühlviertel, germanische Siedler nieder, die zwischen dem 8. und dem 12. Jahrhundert auch die deutsche Sprache mitbrachten.
Das Gebiet zwischen Donau, Aist, Naarn und dem Nordwald wurde 853 von König Ludwig dem Deutschen dem Kloster Sankt Emmeram bei Regensburg bestätigt, samt Bayern und Slawen, Freien und Unfreien, wie der Urkundentext formuliert. Die Christianisierung der Region begann mit der Gründung einer Großpfarre in Naarn, die bereits im Jahr 823 erwähnt wurde.
Jener Siedlungsort im Gemeindegebiet, an dem sich das heutige Tragwein entwickelte, wurde 1230 erstmals urkundlich erwähnt. Etwa zur Mitte oder Ende des 13. Jahrhunderts wurde der Ort zum Markt erhoben. Dies berechtigte zur Durchführung von Wochenmärkten und zumindest einem Jahrmarkt. 1297 wurde Tragwein zu einer eigenständigen Pfarre, die ein sehr großes, jedoch nicht genauer abgegrenztes Gebiet umfasste. Es dürfte etliche der heutigen Nachbargemeinden umfasst haben. In vielen anderen, heute größeren Siedlungen, erfolgten Pfarrgründungen oft erst Jahrhunderte später, so etwa in Perg, wo eine eigene Pfarre erst 1666 gegründet wurde.
Seit 1490 wird Tragwein dem Fürstentum Österreich ob der Enns zugerechnet. Während der Napoleonischen Kriege war der Ort mehrfach besetzt. Seit 1918 gehört der Ort zum Bundesland Oberösterreich. Nach dem Anschluss Österreichs an das Deutsche Reich am 13. März 1938 gehörte der Ort zum Gau Oberdonau. Nach 1945 erfolgte die Wiederherstellung Oberösterreichs.

### Etymologie
| Jahr | Urkundliche Bezeichnung |
| ---- | ----------------------- |
| 1230 | Trageu, Traegun         |
| 1240 | Thrageun                |
| 1287 | Tragaeun                |
| 1299 | Trageun                 |
| 1379 | Trogeun                 |
| 1384 | Tragawn, Tragawin       |
| 1384 | Tragawinerpfarr         |
| 1449 | Tragein                 |
| 1787 | Tragwein                |

Der Name Tragwein ist slawischen Ursprungs und könnte vom Personennamen Dragun (der „Kostbare“) stammen. Dem entspricht das slawische Wort „Dragovina“, das vom altslawischen „drago“ für „teuer“ stammte. Spekuliert wird auch eine Ableitung von der westslawischen Volksgruppe der „Drewaner“ (Drevani), die manche ihrer Siedlungen nach ihrem süddalmatinischen Herkunftsort „Derva“ benannten (u. a. „Drawey“, „Drawein“, „Drawehn“). Im späteren Mittelalter war „Drawehn“ eine Bezeichnung für „Waldland“.
Die Entwicklung der Bezeichnungen Tragweins im Laufe der Geschichte ist durch verschiedene Urkunden dokumentiert.

## Bevölkerung

### Entwicklung und Struktur
Im Jahr 1869 wohnten im Gemeindegebiet 2178 Menschen. Bis 1981 wuchs die Einwohnerzahl stetig, seitdem wird ein stärkeres Wachstum verzeichnet. Im Jahr 1991 hatte die Gemeinde 2854 Einwohner, bei der Volkszählung 2001 bereits 2971, was einem Anstieg von 4,1 % entspricht. Am 1. Jänner 2008 verzeichnete die Gemeinde 3094 Einwohner, den höchsten Stand in der Geschichte und es zeigt, dass das Wachstum weitergeht.
Bei der Volkszählung 2001 betrug der Anteil der Einwohner, die 60 Jahre und älter waren, 18,9 %; 21,4 % waren unter 15 Jahre alt. Der Anteil der weiblichen Bevölkerung lag bei 49,1 %.
Von den 2335 Bewohnern Tragweins, die 2001 über 15 Jahre alt waren, hatten 3,6 % eine Universität, Fachhochschule oder Akademie abgeschlossen. Weitere 7,2 % hatten eine Matura absolviert, 41,2 % hatten einen Lehrabschluss oder eine berufsbildende mittlere Schule besucht und 42 % aller Tragweiner hatten die Pflichtschule als höchsten Abschluss.

### Herkunft und Sprache
Der deutsche Dialekt, der im Raum Tragwein sowie in Oberösterreich allgemein gesprochen wird, ist das Mittelbairische. 98 % der Tragweiner gaben 2001 Deutsch als Umgangssprache an. Weitere 0,4 % sprachen hauptsächlich Kroatisch, je 0,3 % sprachen Bosnisch oder Türkisch, der Rest sprach andere Sprachen.
Der Anteil der Tragweiner mit ausländischer Staatsbürgerschaft lag 2001 mit 1,7 % weit unter dem Durchschnitt Oberösterreichs. Dabei hatten 0,7 % der Tragweiner Bevölkerung die Staatsbürgerschaft Bosnien-Herzegowinas, 0,3 % die der Türkei und 0,7 % entfielen auf sonstige Staatsbürger. Insgesamt waren 2001 etwa 2,3 % der Tragweiner in einem anderen Land als in Österreich geboren.

## Kultur und Sehenswürdigkeiten
- Burgruine Reichenstein

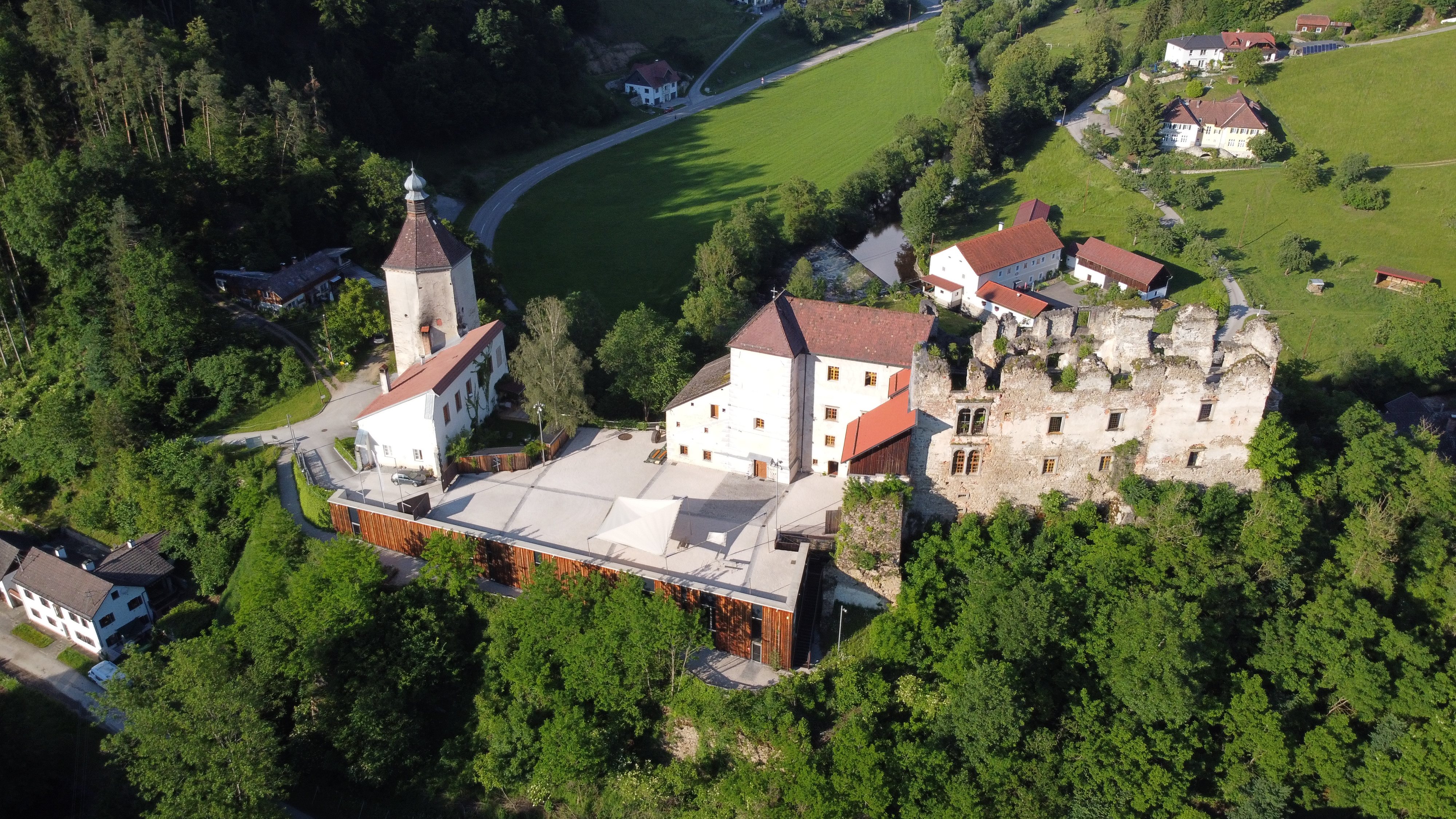
Burgruine Reichenstein

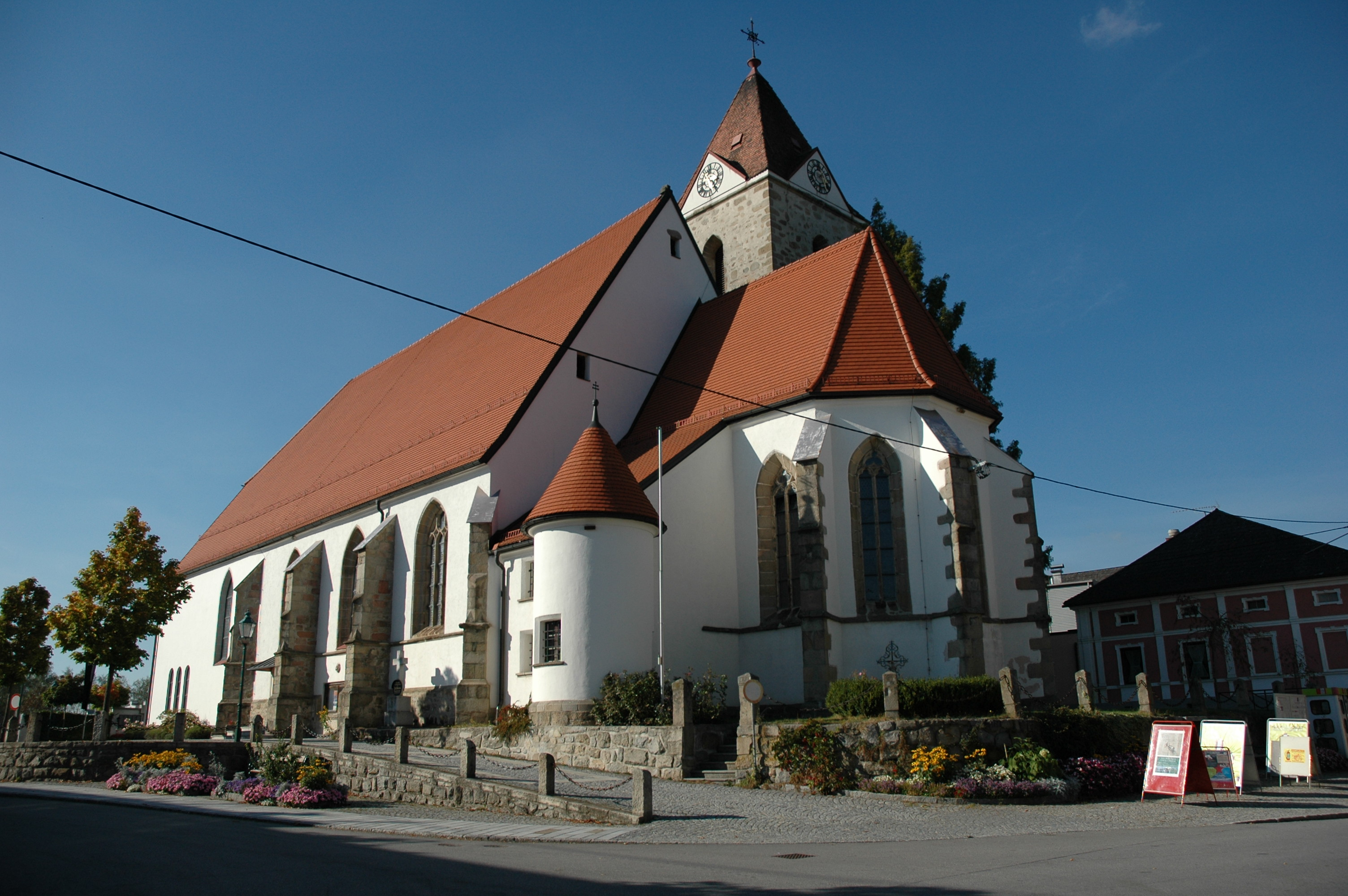
Pfarrkirche Tragwein

- Katholische Pfarrkirche Tragwein Hll. Peter und Paul: Der einjochige, kreuzrippengewölbte Chor der Kirche stammt aus dem 14. Jahrhundert. Der Kirchturm aus dem 15. Jahrhundert weist eine Höhe von 35 Metern einschließlich Turmkreuz auf.
- Kloster und Bildungshaus Greisinghof

Museum
- Waldaist-Stöckl: Museum in der Ruine Reichenstein

## Wirtschaft und Infrastruktur

### Wirtschaft
Tragwein hat ein sehr hohes Pendleraufkommen: Von den 1.351 Erwerbstätigen im Jahr 1991 pendelten 930 Person aus. 1999 gab es in Tragwein noch 176 landwirtschaftliche Betriebe.
In einem Teil der Gemeinde befindet sich die Betriebsstätte Kriechbaum-Weinzierl der österreichischen Kaolin- und Montanindustrie Aktiengesellschaft (KAMIG) mit Sitz in Schwertberg für den Abbau von Kaolin. 2004 wurden in der gesamten Betriebsstätte 16.345 Tonnen Reinkaolin im Tagbau gewonnen.

### Feuerwehr
Die Jugendgruppe der Freiwilligen Feuerwehr Tragwein wurde schon viermal Weltmeister (Arco 1995, Herning 1997, Varaždin 2005 und Revinge 2007) und gewann fünfmal den Bundeswettbewerb. Weiter existieren noch Freiwillige Feuerwehren in den Ortsteilen Hinterberg und Mistlberg. Die Jugendgruppe der Freiwilligen Feuerwehr Hinterberg gewann ebenfalls schon einmal die Weltmeisterschaft (Altkirch 1999).

### Verkehr
- Straße: Die Königswiesener Straße durchläuft das Gemeindegebiet in Ost-West-Richtung. Über Pregarten und die Mühlkreis Autobahn A 7 besteht eine sehr gute Verkehrsverbindung nach Linz.
- Bahn: Die nächsten Bahnhöfe sind Pregarten (Summerauerbahn) und Schwertberg bzw. Perg (Donauuferbahn).

### Öffentliche Einrichtungen und Bildung
Im Ort stehen ein Kindergarten, eine Volksschule und eine Hauptschule zur Verfügung. Zusätzlich besteht eine Bücherei und eine Eishalle. Weiters gibt es zwei Ärzte der Allgemeinmedizin und einen Zahnarzt in der Gemeinde.

## Politik

### Gemeinderat
Der Gemeinderat hat 25 Mitglieder.
- Mit den Gemeinderats- und Bürgermeisterwahlen in Oberösterreich 1997 hatte der Gemeinderat folgende Verteilung: 13 ÖVP, 10 SPÖ, 1 Bürgerliste Tragwein und 1 FPÖ.[9]
- Mit den Gemeinderats- und Bürgermeisterwahlen in Oberösterreich 2003 hatte der Gemeinderat folgende Verteilung: 14 ÖVP und 11 SPÖ.
- Mit den Gemeinderats- und Bürgermeisterwahlen in Oberösterreich 2009 hatte der Gemeinderat folgende Verteilung: 15 ÖVP und 10 SPÖ.
- Mit den Gemeinderats- und Bürgermeisterwahlen in Oberösterreich 2015 hatte der Gemeinderat folgende Verteilung: 13 ÖVP, 8 SPÖ und 4 FPÖ.
- Mit den Gemeinderats- und Bürgermeisterwahlen in Oberösterreich 2021 hat der Gemeinderat folgende Verteilung: 12 ÖVP, 9 SPÖ und 4 FPÖ.[10][11]

Die Bürgerliste Tragwein wurde 1997 vor der FPÖ die drittstärkste Partei, beide Parteien traten 2003 nicht an. 2003 wurde die ÖVP mit 54,7 % stimmenstärkste Partei. Bei den Wahlen 2009 konnte die ÖVP ihre absolute Mehrheit auf 58,2 % ausbauen.

### Bürgermeister
Bürgermeister seit 1850 waren:
- 1850–1864 Josef Freudenreich
- 1864–1867 Anton Hödlmaier
- 1867–1870 Johann Plöchl
- 1870–1873 Leopold Mistlbacher
- 1873–1876 Johann Friedinger
- 1876–1879 Michael Mayr
- 1879–1882 Johann Luegmayr
- 1882–1894 Johann Mayrwöger
- 1894–1910 Anton Grassl
- 1910–1924 Eduard Schöller
- 1924–1929 August Enserer
- 1929–1942 Gregor Kletzenbauer
- 1942–1945 Alois Landl
- 1945–1946 Franz Stöcklecker
- 1946–1949 Peter Gusenleitner
- 1949–1955 Karl Friedinger
- 1955–1955 Johann Kern
- 1955–1963 Johann Kogler
- 1963–1973 Rudolf Ortner
- 1973–1979 Josef Heßl
- 1979–1985 Karl Schinnerl
- 1985–2002 Norbert Eder
- seit 2002 Josef Naderer (ÖVP)

### Gemeindepartnerschaften
Seit 1996 besteht eine Ringpartnerschaft und Städtepartnerschaft mit den Städten und Gemeinden
- Amöneburg in Deutschland,
- Château-Garnier in Frankreich und
- Tuoro sul Trasimeno in Italien.

### Wappen
Wappenbeschreibung: „In Schwarz ein goldenes Weinfass, auf einer goldenen Trage querhin liegend.“
Das Wappen symbolisiert die Sage zur Entstehung des Ortsnamens, als man zum Kirchenbau beim Mörtel anmachen Wein verwendete, als das Wasser knapp wurde (Sprechendes Wappen).
Über die Verleihung des Gemeindewappens ist nichts bekannt. Der erste Nachweis des heutigen Wappens war ein Aufdruck auf einem Akt aus dem Jahre 1710. Das Siegel hatte die Umschrift MARCKT * TRAGEIN * 1510.

## Persönlichkeiten

### Töchter und Söhne der Gemeinde
- Hans Huber (1889–1949), Landarbeitersekretär und Landtagsmitglied
- Alois Leitner (* 1938), Priester, Marianist und Religionspädagoge, Rektor des Bildungshauses Greisinghof
- Richard Nötstaller (1941–2017), Montanwissenschaftler
- Alfred Wahl (1942–2000), Förster und Politiker
- Gottfried Mairwöger (1951–2003), wichtiger Vertreter der Abstrakten Malerei in Österreich
- Karin Lehner (* 1958), Historikerin und Journalistin
- Leopold Spoliti (* 1962), Schriftsteller
- Heidelore Raab[16] (* 1946), Schriftstellerin – Lyrik und Haiku (japanische Gedichtform)
- Joseph Freydenreich (1801–1862), Verfasser des Tragweiner Faust, ab 1848 erster Bürgermeister von Tragwein

### Personen mit Bezug zur Gemeinde
- Anna Fischer-Dückelmann (1856–1917), Ärztin und Autorin des 1901 erschienenen Buches Die Frau als Hausärztin